# Christine Busta
Christine Busta (Vienna, 23 aprile 1915 – 3 dicembre 1987) è stata una poetessa austriaca.
Nella sua opera sostiene un Cattolicesimo non dogmatico.

## Premi e riconoscimenti
- 1950 Promotion Prize per la Letteratura
- 1954 Premio Georg Trakl
- 1961 Promotion Prize per la Letteratura
- 1963 Droste Prize
- 1964 Premio Letterario della Città di Vienna
- 1969 Grand Austrian State Prize for Literature
- 1975 Premio Anton Wildgans
- 1980 Medaglia d'Oro Onoraria della città di Vienna.
- 1980 Austrian Medal for Science and Art[1]
- 1981 Premio Theodor Körner